# Albert Blaise
Pour les articles homonymes, voir Blaise.
Albert Blaise, né le 11 décembre 1894 à Paris où il est mort le 9 avril 1975, est un latiniste et lexicographe français, auteur d'ouvrages de référence sur le latin des auteurs chrétiens.

## Biographie
Albert Blaise est agrégé de lettres classiques, professeur au lycée Kléber de Strasbourg.
En dehors de ses propres travaux, il a apporté sa contribution à la réédition du Dictionnaire illustré latin-français de Félix Gaffiot par René Durand.

## Œuvres
- Dictionnaire latin-français des auteurs chrétiens[4], Strasbourg, 1954, 865 p.
- Manuel du latin chrétien, Strasbourg, 1955, 221 p. (rééd., Turnhout, Brépols, 1986  (ISBN 978-2-503-51133-7)).
- Vocabulaire latin des principaux thèmes liturgiques[5], Turnhout, Brepols, 1966, 640 p.
- Lexicon Latinitatis Medii Aevi, praesertim ad res ecclesiasticas investigandas pertinens (Corpus christianorum. Continuatio mediaevalis), Turnhout, Brépols, 1986, LXVIII-970 p.